# Cyrestis formosana
Cyrestis formosana är en fjärilsart som beskrevs av Hans Fruhstorfer 1898. Cyrestis formosana ingår i släktet Cyrestis och familjen praktfjärilar. Inga underarter finns listade i Catalogue of Life.